# I Think I Love It
I Think I Love It è un singolo della cantante rumena Alexandra Stan, pubblicato il 28 giugno 2019 come primo estratto dal quinto album in studio Rainbows.

## Storia e promozione
Il singolo è il primo lavoro uscito sotto l'Universal România. Il brano è stato promosso in molte esibizioni live e in molti show televisivi e radio.

## Video musicale
Il video, girato a Costanza in Romania e diretto da Criss Blaziny, è stato reso disponibile il 1º luglio 2019 attraverso il canale YouTube della cantante. 

## Tracce
1. I Think I Love It – 3:00

## Classifiche
Il singolo entra in classifica in Romania (38º nella classifica ufficiale e 16º nella Romania Airplay).